# رحلة بنيامين الثاني ثمانية أعوام في آسيا وإفريقيا (كتاب)

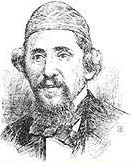
بنيامين الثاني

رحلة بنيامين الثاني ثمانية أعوام في آسيا وأفريقيا
كتاب من تأليف بنيامين إسرائيل جوزيف والمعروف باسم الرحالة بنيامين الثاني، وهذا الكتاب يجمع فيه مرحلتي رحلته والتي يهدف فيها إلى البحث عن الأسباط المفقودين من بني إسرائيل. حيث ان المرحلة الأولى من رحلة البحث كانت إلى الشرق ، والتي استمرت خمس سنوات، مابين الأعوام 1846-1851م، والذي اصدر حولها كتاب بعنوان رحلة بنيامين الثاني خمس سنوات في الشرق، وبعد عودته إلى أوروبا لفترة قصيرة عاد ليواصل المرحلة الثانية من رحلته، والتي استغرقت ثلاثة أعوام، قصد فيها شمال أفريقيا فزار ليبيا، والجزائر، وتونس، والمغرب، فوثقها واضافها إلى كتابه الأول عن المرحلة الأولى لرحلته  إلى الشرق، ليصبح لديه كتاباً جديداً موسعا وشاملا، جامعا فيه المرحلتين معا، ونشره تحت عنوان، ثمانية أعوام في آسيا وأفريقيا من عام 1846 حتى عام 1855م .